# 李昭明
李昭明（1972年—），藝名蘭小明，生於台灣台北市，企業家與Youtube直播主。他在台北市開設餐廳，蘭亭燒肉與蘭亭鍋物割烹，以販售日本和牛為主要號召，建立蘭亭和牛集團。

## 生平
出生於台北市眷村成功新村，為外省第二代。其父親出身洪門，母親出身青幫，家庭有幫派背景，在國中時加入竹聯幫。為竹聯幫蘭堂第二代堂主，因經常身上帶著兩把手槍，有雙槍俠的綽號。
21歲時因擄人勒贖，判刑九年入獄，六年後假釋。假釋期間再度犯案入獄，服刑七年。在獄中因為先前吸毒造成心臟血管阻塞而開刀。2016年出獄後，與廚師郭建億合作，開設日式燒肉店，以頂級日本和牛為食材。2018年，開設火鍋店，以玉露茶蒸煮和牛的頂級火鍋聞名。
在經營餐廳之餘，李昭明從事直播，曾與館長陳之漢有糾紛。

## 家庭
曾有兩段婚姻，與前妻生有二子。因李昭明外遇以及兩人離婚。
李昭明再婚妻子為黃麗錦。